# Pajar Bulan (Lengkiti)
Pajar Bulan is een bestuurslaag in het regentschap Ogan Komering Ulu van de provincie Zuid-Sumatra, Indonesië. Pajar Bulan telt 1036 inwoners (volkstelling 2010).